# Des Thomson
Desmond „Des“ Ronald Thomson (* 22. August 1942 in Oamaru) ist ein ehemaliger neuseeländischer Radrennfahrer.

## Sportliche Laufbahn
Thomson war im Bahnradsport und im Straßenradsport aktiv. 1964 startete er bei den Olympischen Sommerspielen in Tokio. Im olympischen Straßenrennen kam er auf den 61. Platz. Im Mannschaftszeitfahren wurde der Vierer aus Neuseeland mit Laurence Byers, Arthur Candy, Des Thomson und Richard Johnstone 18. des Rennens.
Thomson war auch Teilnehmer der Olympischen Sommerspiele 1968 in Mexiko-Stadt. Im Mannschaftszeitfahren belegte Neuseeland mit Neil Lyster, Richard Douglas Thomson, John Dean und Des Thomson den 23. Rang. Im olympischen Straßenrennen kam er auf den 52. Rang.
1965 gewann er das Etappenrennen Dulux Tour Six Day. Er holte dabei zwei Etappensiege. 1966 gewann er die Silbermedaille bei den Commonwealth Games im Straßenrennen hinter Peter Buckley. Im Amateurrennen der UCI-Straßen-Weltmeisterschaften 1966 wurde er als 47. klassiert, 1967 kam er auf den 46. Platz. 1967 war er im britischen Eintagesrennen Lincoln Grand Prix erfolgreich.

## Familiäres
Sein Bruder Richard Douglas Thomson war ebenfalls Radrennfahrer.